# Hồ Đề
Hồ Đề còn được gọi là Đào Nương Công chúa hay Đề Nương Công chúa, là một nữ tướng thời Hai Bà Trưng trong lịch sử Việt Nam.

## Thân thế
Theo truyền thuyết và thần tích ở đền thờ Hồ Đề tại làng Đông Cao thì Hồ Đề sinh ra và lớn lên tại trang Đông Cao (nay là làng Đông Cao, xã Tráng Việt, huyện Mê Linh, Hà Nội). Hồ Đề nổi tiếng là người có sức khỏe hơn người và võ nghệ cao cường. Cha nàng là Hồ Công An, là hậu duệ thứ 27 của người con thứ 48 của Lạc Long Quân và Âu Cơ. Ông đổi từ họ Hùng sang họ Hồ. Vợ cả mất sớm, ông lấy vợ kế là Bạch Thị Phượng - con gái út của Lạc tướng Bạch Thái Hoa. Hồ Đề còn có một người em trai là Hồ Hác.
Vì sinh ra trong thời buổi vận nước suy vong, nhân tâm rối loạn, khắp nơi ở đâu cũng là cảnh cướp bóc và hãm hại người khác của bọn giặc xâm lược, cha mẹ Hồ Đề đã quyết tâm đào luyện võ công, binh thư và chữ nghĩa cho hai con của mình ngay từ nhỏ, để sau này dù có đi đâu hoặc gặp được Chúa công cũng có cái tài, cái đức để mà giúp đỡ cuộc đời. Hai chị em nàng khổ luyện ngày đêm và tinh thông mọi thứ từ khi còn rất trẻ.
Một hôm đẹp trời, có con ngựa đen tuyền không biết từ đâu chạy đến cửa nhà Hồ Đề. Các gia nô và mấy người buôn ngựa xúm nhau bắt lấy mà không thể nào được. Lúc này, Hồ Đề từ trong nhà đi ra xem vì nghe tiếng ồn ào bên ngoài thì thấy cảnh tượng mấy thanh niên đang vây bắt ngựa. Nàng liền bay vào dùng tay ấn đầu ngựa xuống, cầm lấy dây cương mà theo đà của ngựa liền nhảy lên lưng ngựa, giật dây cương, ngựa hí một tiếng, ngẩng cao đầu mà chạy đi. Một lúc sau, Hồ Đề dong ngựa quay lại, nét mặt vẫn tươi tỉnh như thường. Người trùm phường buôn ngựa nhìn ngắm Hồ Đề thấy tướng mạo khác thường, hỏi thì biết Hồ Đề là con nhà tướng, liền kính trọng dâng con ngựa đen ấy cho Hồ Đề.

## Sống ở vùng đất Thiên Sớ
Những ngày gia đình quây quần bên nhau cũng đến lúc phải chia lìa. Một ngày nọ, sứ giả và bọn lính của Tô Định đến nhà Hồ Đề cho mời cha của nàng về phủ Thái thú có việc. Lúc trước, ông đã nhiều lần từ chối không gặp tên giặc quan này, lần này ông cũng không muốn đi gặp mà giả cáo bệnh đi không được. Bọn lính quát mắng và đập phá đồ đạc trong nhà. Lúc này Hồ Đề và em đi tập luyện về đến cửa nhà thì thấy sự việc xảy ra, hai chị em liền chạy vào đánh cho bọn lính và tên sứ giả bỏ chạy tan tác. Cha nàng lo lắng chuyện này thế nào cũng đến tai tên Thái thú và chắc chắn gia đình không thể nào yên thân được. Không ngoài dự tính, tên Thái thú này liền cử quân đội đến để dẹp luôn Đông Cao trang của nhà họ Hồ. Ông liền dặn dò vợ phải đưa hai con chạy thật xa để ẩn náu, chờ ngày báo thù cho ông. Ông và gia nô trong trang tổ chức lực lượng chống cự với quân Thái thú.
Ba mẹ con từ trên đồi cao nhìn xuống thấy cảnh cả gia trang đều chìm trong biển lửa, từng người từng người một ngã xuống, trong đó có Hồ Công An trong nỗi tuyệt vọng. Lòng đau như cắt, nước mắt đầm đìa, làm sao có thể nuốt trôi mối hận thù này. Nhưng vì sự nghiệp sau này nên họ phải nghe lời cha nàng, ba mẹ con dắt tay nhau đến vùng núi Thiên Sớ trú ẩn. Vùng Thiên Sớ vốn là một vùng đất rộng nhưng đầy hiểm trở với 72 động hợp thành và các động thông thoáng với nhau để dễ dàng tiếp ứng khi có biến. Họ chọn động Lão Mai (thuộc huyện Mê Linh nhưng thuộc về vùng đồi núi thấp giáp với tỉnh Vĩnh Phúc và xuyên lên phía bắc tỉnh Vĩnh Phúc thì có dãy núi Tam Đảo, thuộc trong 72 động thời đó) là nơi ẩn cư. Ở đây, Hồ Đề ra sức giúp đỡ Chúa động nên được Chúa động nhận làm con nuôi. Ba mẹ con tìm cách nghiên cứu và thiết lập mối quan hệ với các Chúa động ở các động khác và các hào kiệt trong vùng để tiện cho việc sau nay dựng cờ khởi nghĩa thông qua việc buôn bán nhu yếu phẩm. Nhưng công việc đang tiến triển tốt đẹp và thuận lợi thì bà Bạch Thị Phượng đột ngột lâm bệnh qua đời. Gạt qua nước mắt đau thương vì cái chết của mẹ, hai chị em Hồ Đề tiếp tục công việc còn đang dang dở. Chúa động Lão Mai biết được ý đồ của hai chị em nàng, nên đã giúp đỡ rất nhiều, đặc biệt là việc giúp nàng tìm kiếm và thuần phục voi trắng có ngà chéo. Sau bao ngày nghiên cứu và chuẩn bị, vào lúc bình minh ló rạng, nàng và một số cao thủ khác đã phục kích sẵn trên đường đi gần nơi trú ẩn của voi và bắt được "voi thần". Từ ngày đó trở đi thủ lĩnh và dân chúng ở khắp 72 động càng khâm phục nàng, sau này khi Chúa động Lão Mai qua đời thì dân chúng khắp động tôn nàng lên làm Thiên Sớ Đại vương, làm chủ cả một vùng rộng lớn và bắt đầu xây dựng sự nghiệp lớn từ đây, lúc này nàng mới 21 tuổi.

## Theo Hai Bà Trưng khởi nghĩa
Vốn đã dự tính từ trước, nên khi lên làm Đại vương, nàng liền xuất quân đi đánh các châu quận và khiến cho quân nhà Hán phải khiếp sợ trước sức mạnh như bão táp của quân 72 động, song bị giặc phản công nhưng quân của nàng vẫn giữ thế chủ động và nhiều lần đẩy lùi các cuộc càng quét của quân giặc, khiến quân giặc cũng phải chùn bước. Vì ở trong vùng rừng núi chỉ dễ thủ, khó công, nên khi được tin Hai Bà Trưng dấy cờ nghĩa đánh đuổi giặc Đông Hán, Hồ Đề đã cùng em trai là Hồ Hác đem 2000 nghĩa binh theo về. Nhờ biết là vương của một vùng, với tài năng và lòng dũng cảm hiếm thấy, nàng được Trưng Trắc phong chức Phó nguyên soái đứng đầu hàng nữ tướng, vai trò sánh ngang với Trưng Nhị. Hồ Hác được giao chức Điều vát tướng quân chuyển vận binh lương ở miền bể. Khi cuộc khởi nghĩa thắng lợi, Trưng Trắc lên ngôi vua, Hồ Đề được phong làm Đề Nương Công chúa, sau cải thành Đào Nương Công chúa.

## Kháng chiến chống Mã Viện
Năm 42, Mã Viện đem quân sang tái chiếm nước ta. Trưng Vương hạ lệnh các đồn ải phải nghiêm phòng cẩn mật, lại lệnh cho chặn đánh giặc ở các ngả. Sau khi Hai Bà Trưng tự vẫn, Đào Nương Công chúa vẫn còn tiếp tục cầm quân chiến đấu thêm một thời gian nữa. Một hôm, nàng bí mật về thăm mộ Trưng Nữ Vương, vì không phòng bị nên nàng đã bị quân giặc phục kích. Nàng phá được vòng vây và chạy đến bến Tân Thứ bờ sông Nguyệt Đức (nay thuộc tỉnh Bắc Ninh), quay lại nhìn sau lưng thì thấy quân của mình từng người ngã xuống, quân giặc thì tầng tầng lớp lớp như mây bão. Nàng ngậm ngùi, gạt nước mắt, hét lên một tiếng thật lớn mà cùng với con ngựa và thanh kiếm lao mình xuống dòng nước tự vẫn.

## Được tôn thờ
Hồ Đề hiện được thờ ở làng Đông Cao (nay thuộc xã Tráng Việt, huyện Mê Linh, Hà Nội). Làng nằm phía trước đền Hai Bà Trưng, cách đền Hai Bà một con đê. Đền thờ bà được dân nơi đây gọi là đền Ta (đền của làng mình). Tương truyền sau khi thắng trận trở về, Nữ tướng thường dừng ngựa và khao quân tại đây, dân trong làng đi cắt cỏ cho ngựa, đồng thời tổ chức làm tiệc bánh giầy, bánh trôi để dâng cho các tướng sĩ. Khi nữ tướng mất, dân làng đã lập đền thờ để ghi nhớ công lao của Bà và các tướng sĩ.
Đền trước đây gồm đền chính phía trong và đền ngoài. Đền chính hầu như con nguyên vẹn vẻ cổ kính, mái lợp ngói mũi cổ, mũi mái được đắp hình hai con rồng, cửa đền nhìn hướng đông nam; cửa đền đắp tượng hai ông quan văn và quan võ; phía trong có nhiều tượng của tướng Hồ Đề và các phó tướng của Bà. Đền ngoài là một dãy nhà trống; ngay giữa cổng chính vào là bia ghi tóm tắt về tướng Hồ Đề. Đền được công nhận di tích lịch sử văn hoá năm 1988, do Bộ trưởng Văn hoá Trần Hoàn ký. Hàng năm, vào ngày 1 tháng 2 âm lịch (ngày Hồ Đề khao quân sĩ), làng Đông Cao lại mở Hội làng. Hội làng có nhiều trò chơi dân gian và thi làm cỗ, văn nghệ giữa các xóm với nhau như: bịt mắt đập niêu, vượt cầu tre, đi xe đốt pháo; thi làm bánh giầy. Ngày nay còn tổ chức thi cầu lông, bóng đá. Riêng đấu vật và cờ tướng thì gồm cả các thôn khác trong xã. Đây cũng là một điểm nằm trong tua du lịch sông Hồng. Cùng với đền Hai Bà Trưng, đình Hạ Lôi, đền thờ Nữ tướng Hồ Đề nằm trong quần thể di tích lịch sử Hai Bà Trưng.